# Judith Lieu
Pour les articles homonymes, voir Lieu.
Judith Lieu, née le 25 mai 1951 à Ipswich, est une théologienne méthodiste et historienne des religions britannique, spécialiste du Nouveau Testament et du christianisme primitif. Ses recherches portent sur l'identité culturelle des premiers chrétiens, sur le marcionisme et sur l’analyse littéraire des textes bibliques, en particulier le corpus johannique. 

## Biographie
Judith Margaret Lieu est une ancienne étudiante de l'université de Durham et de l'université d'Oxford, où elle a reçu sa formation d’enseignante, Judith Lieu obtient son doctorat en philosophie à l'université de Birmingham en 1980. Elle est professeure de théologie à l'université de Cambridge jusqu'en 2018 puis professeure émérite. Elle a édité Studia Patristica, une série d'ouvrages évalués par des pairs sur la patristique. 
Judith Lieu est membre du Robinson College de Cambridge. En 2014, elle est élue membre de la British Academy, et en 2015 présidente de la Studiorum Novi Testamenti Societas.
Elle est prédicatrice laïque de l'Église méthodiste,,.

## Ouvrages
- I, II, & III John: A Commentary,  Westminster John Knox, Louisville, Ky. 2008
- Christian Identity in the Jewish and Graeco-Roman World, Oxford University Press, Oxford, 2004
- Neither Jew nor Greek : Constructing Early Christianity, T&T Clark,  Edinburgh, 2002
- The Gospel according to Luke,  Epworth Press, London 1997, rééd. Wipf and Stock, 2012
- Image and Reality. The Jews in the World of the Christians in the Second Century, T.&T. Clark, Edinburgh, 1996
- The Theology of the Johannine Epistles,  Cambridge University Press, Cambridge, 1991
- The Second and Third Epistles of John: History and Background, T&T Clark, Edinburgh, 1986
- Marcion and the Making of a Heretic : God and Scripture in the Second Century. Cambridge University Press, 2015  (ISBN 978-1-108-43404-1)
- Marcion and the Corruption of Paul’s Gospel, Zeitschrift für Antikes Christentum / Journal of Ancient Christianity

## Distinctions
- 2014 : Fellow de la British Academy[4],[3]
- 2020 : docteure honoris causa de l'université de Heidelberg[5].